# Слубиця-А
Слубиця-А (пол. Słubica A) — село в Польщі, у гміні Жаб'я Воля Ґродзиського повіту Мазовецького воєводства.
Населення — 104 особи (2011).
У 1975-1998 роках село належало до Скерневицького воєводства.

## Демографія
Демографічна структура станом на 31 березня 2011 року:
|          | Загалом | Допрацездатний вік | Працездатний вік | Постпрацездатний вік |
| -------- | ------- | ------------------ | ---------------- | -------------------- |
| Чоловіки | 57      | 18                 | 36               | 3                    |
| Жінки    | 47      | 8                  | 27               | 12                   |
| Разом    | 104     | 26                 | 63               | 15                   |